# Turmuhrenmuseum (Danzig)

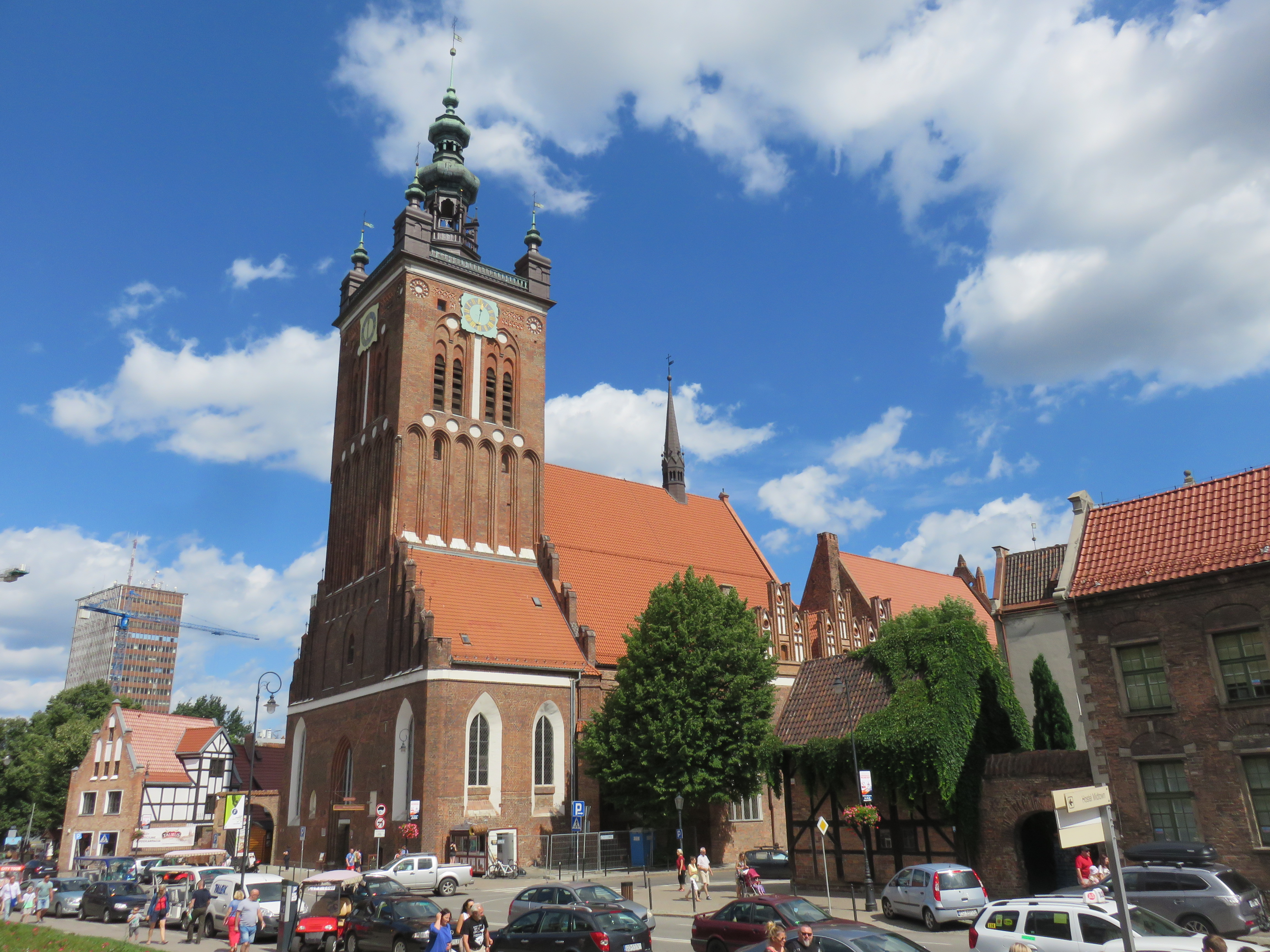
St.-Katharinen-Kirche, separater Eingang zum Turmuhrenmuseum rechts vom Haupteingang

Das Turmuhrenmuseum in Danzig enthält eine Sammlung historischer Uhren aus der Zeit vom 15. bis zum 20. Jahrhundert und befindet sich im Turm der St.-Katharinen-Kirche. Aufgrund einer Vereinbarung zwischen dem Historischen Museum der Stadt Danzig und dem Karmeliterorden wurde 1996 das Museum eingerichtet und gehört zum Historischen Museum der Stadt.
Das Museum sammelt und renoviert handwerklich bedeutende Uhrwerke, die an den Orten ihrer Bestimmung nicht mehr eingesetzt werden. Ausgestellt sind zahlreiche mechanische Uhrwerke, vor allem aus Danzig aus dem 17. und dem 18. Jahrhundert stammen.
Anlässlich des 400. Geburtstags des Astronomen Johannes Hevelius wurde am 25. November 2011 in der Kirche eine Pulsar-Uhr in Betrieb genommen, die die Signale von sechs Pulsaren empfängt und die zehnfache Genauigkeit einer Atomuhr besitzt. Die pulsaren Taktsignale werden von 16 Antennen empfangen, die auf dem Dach der St.-Katharinen-Kirche installiert wurden.
2016 wurde im Kirchturm eine Pendeluhr installiert, die mit 31,22 Metern den längsten Pendel der Welt besitzt.
Zum Museum gehört auch das Glockenspiel (Carillon) der Kirche, das aus 50 Glocken besteht und über eine mechanische Stokkenklaviatur gespielt werden kann. Die größte Glocke hat ein Gewicht von knapp drei Tonnen.

## Innenansichten

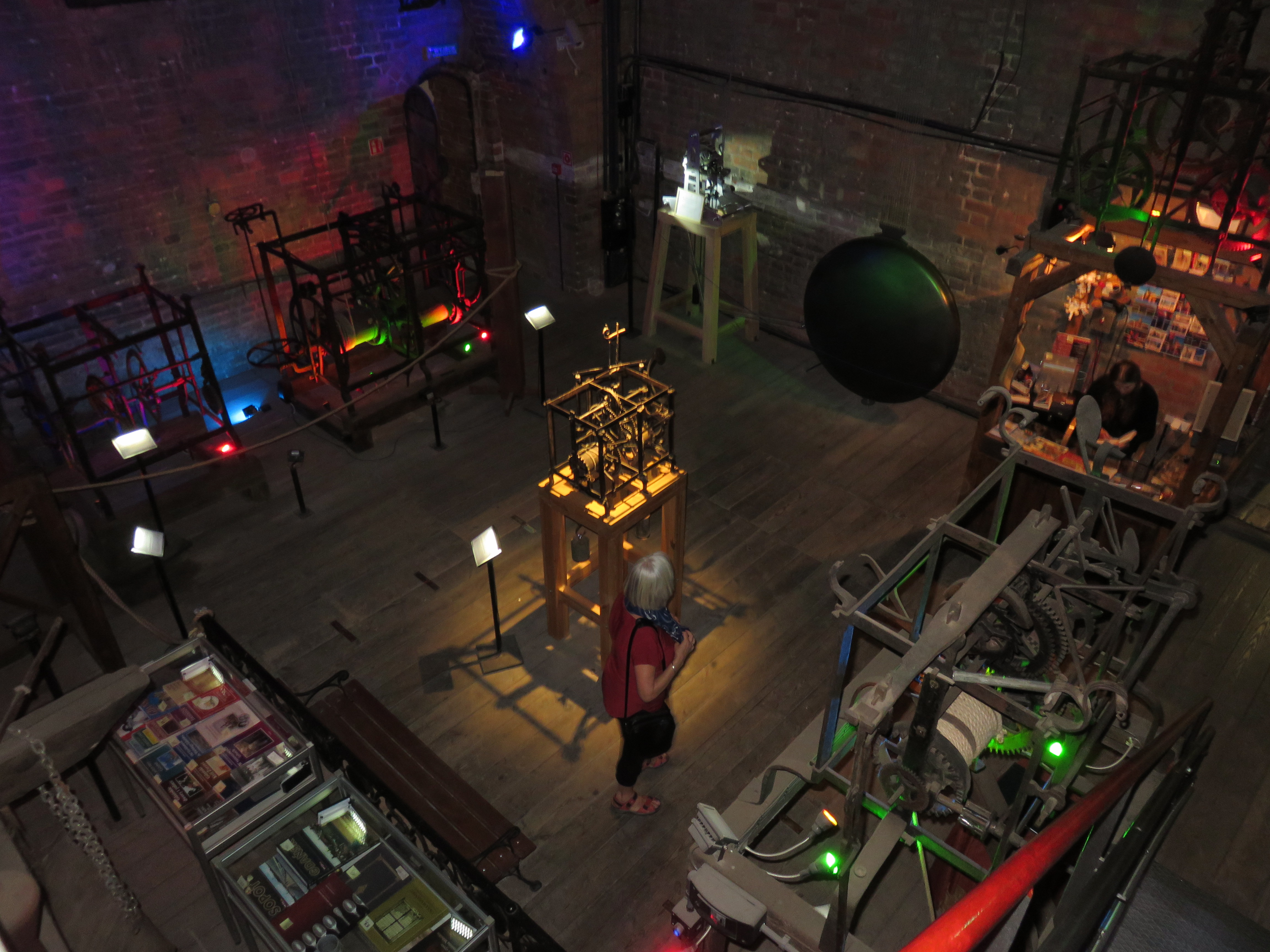
Turmuhrenmuseum
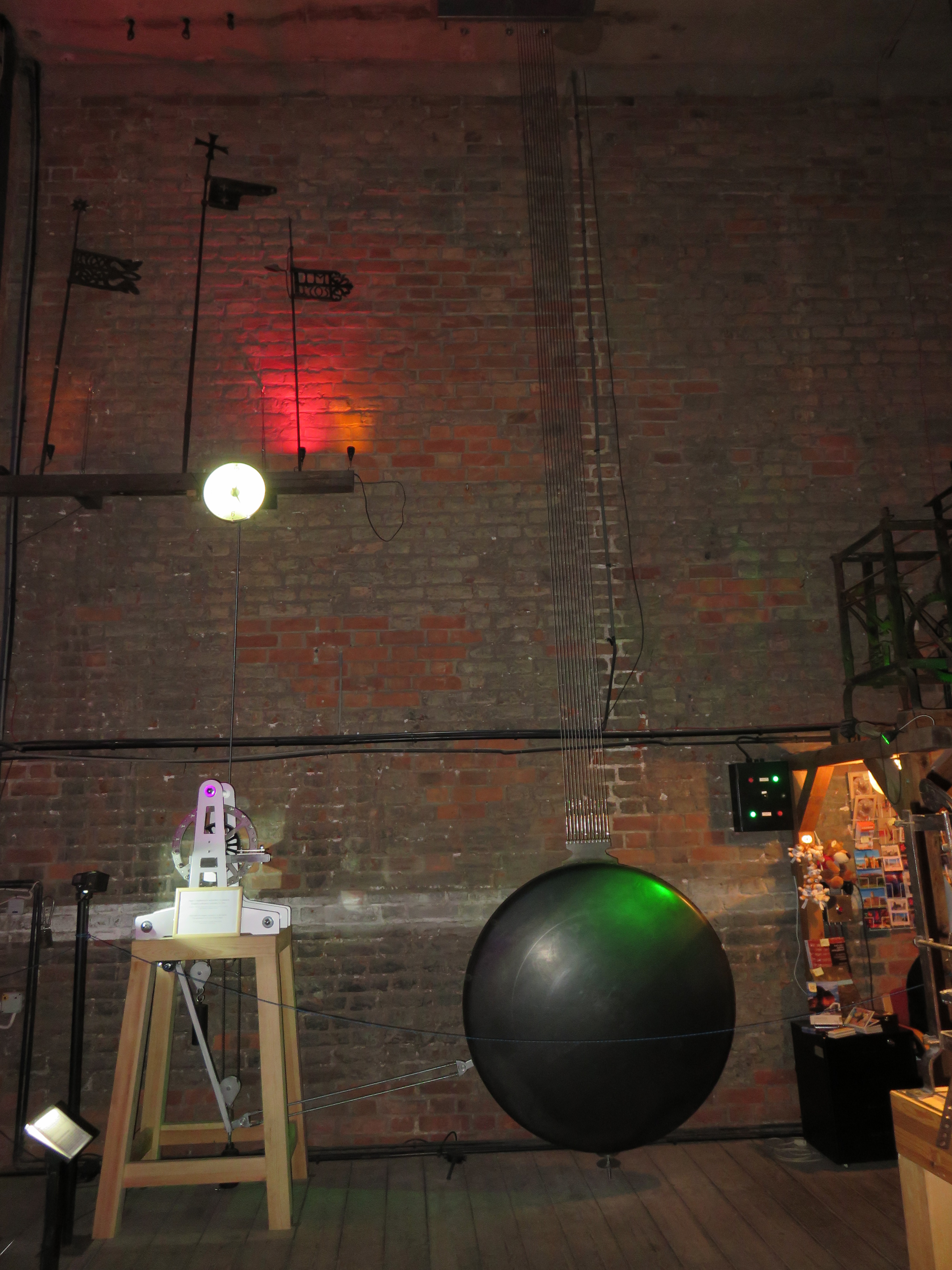
Pendeluhr
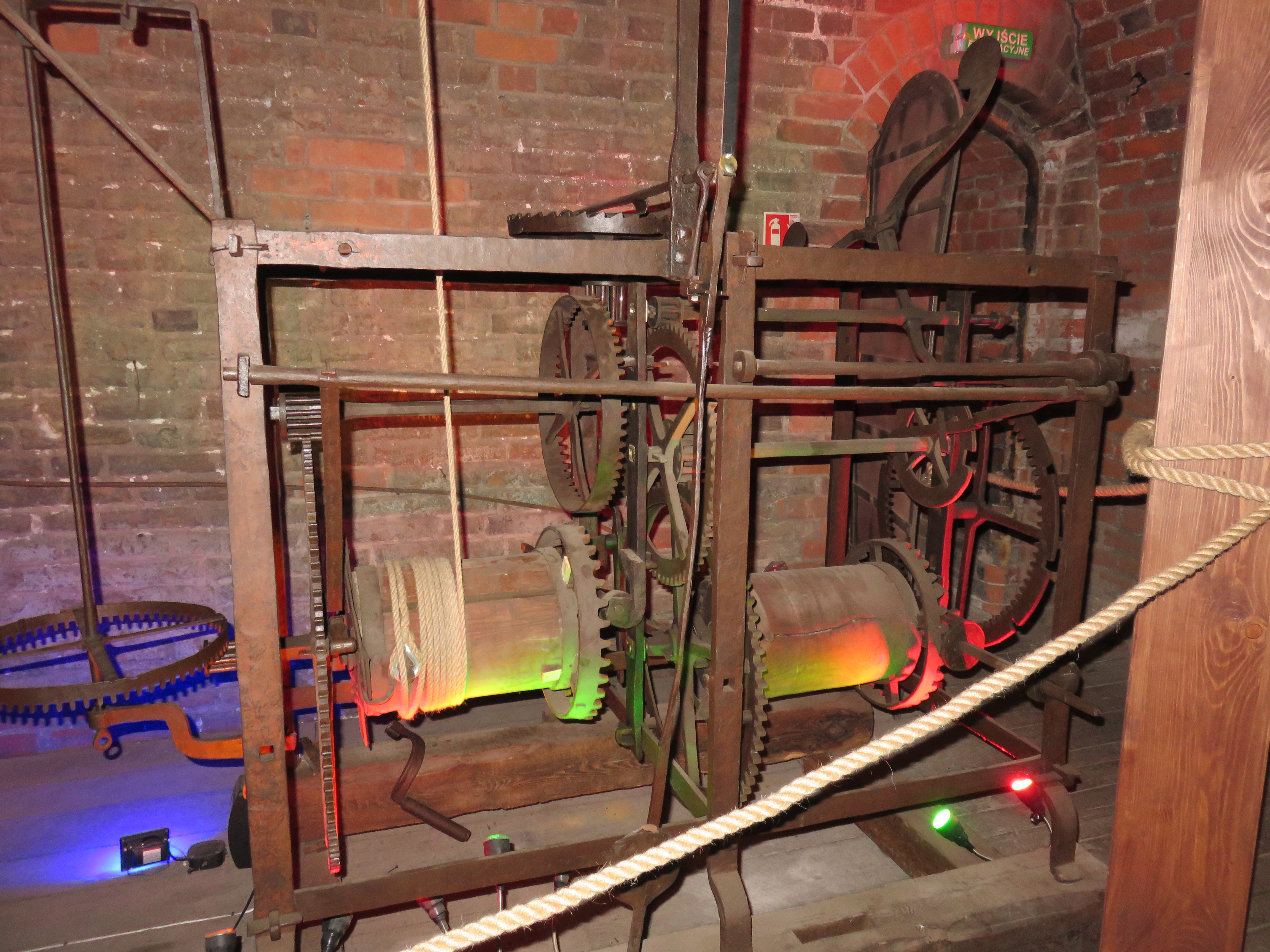
Historisches Uhrwerk
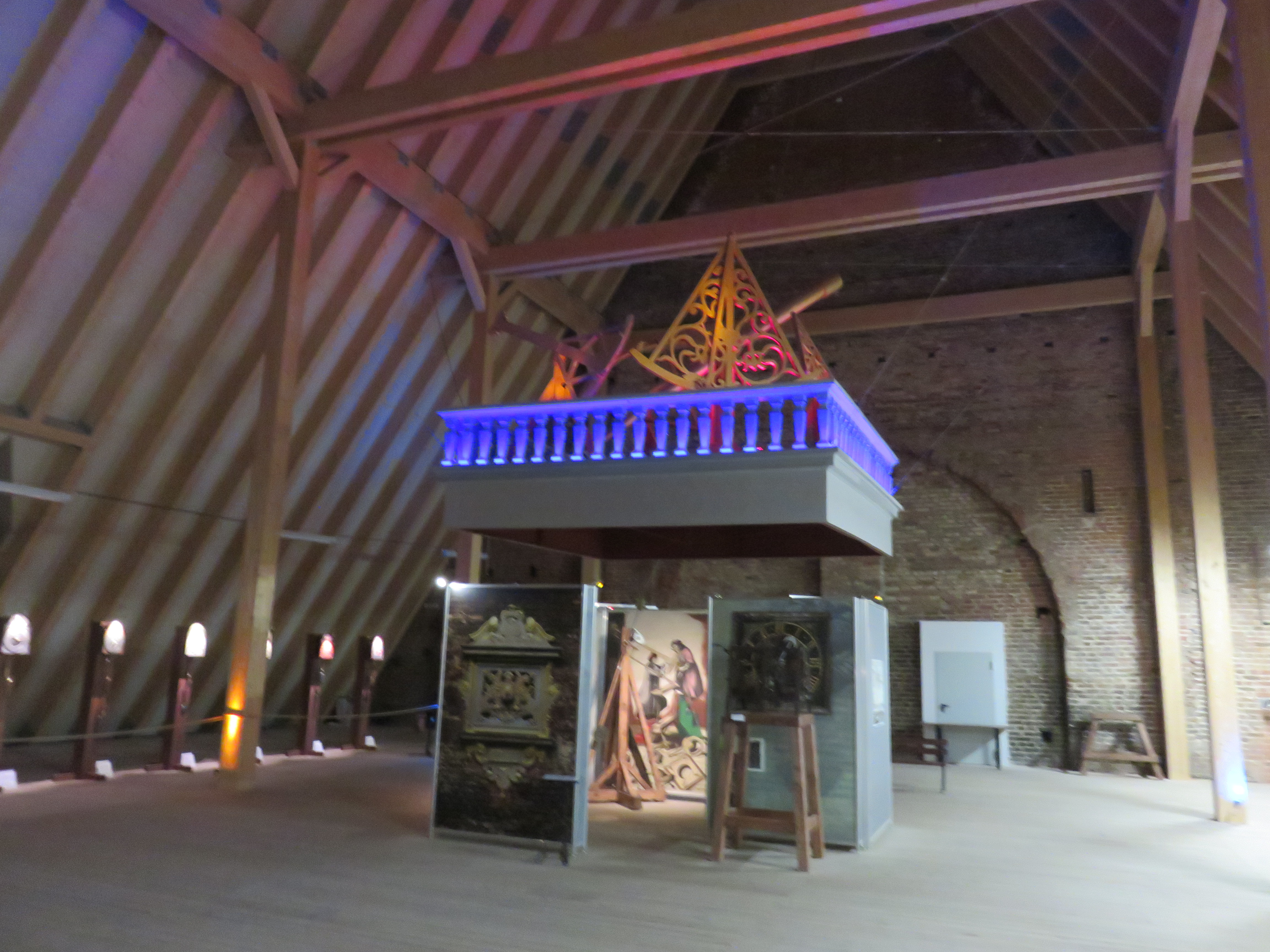
Museumssektion unter dem 2008 erneuerten Satteldach der Kirche.
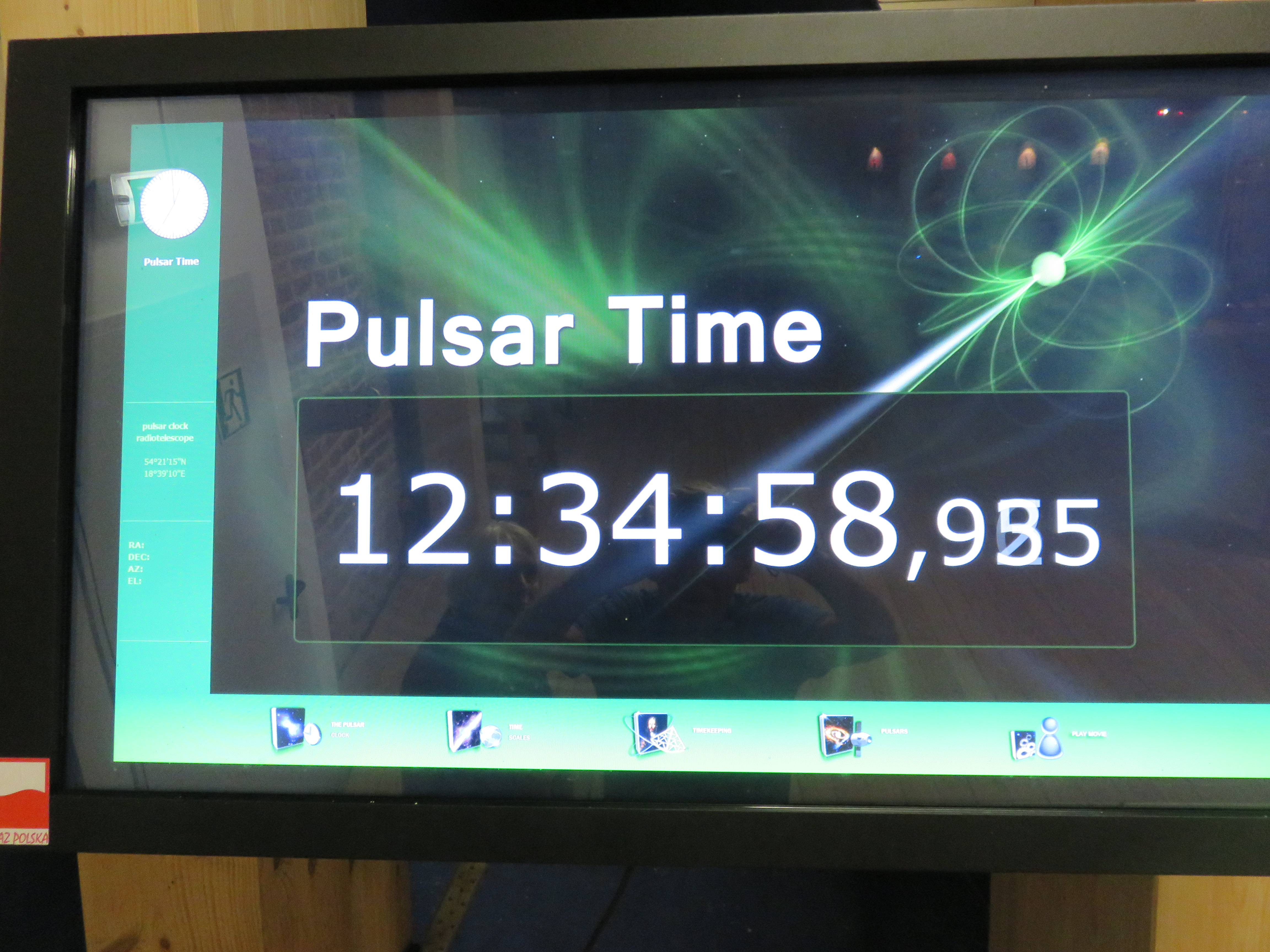
Display der Pulsar-Uhr (Sektion Satteldach der Kirche)
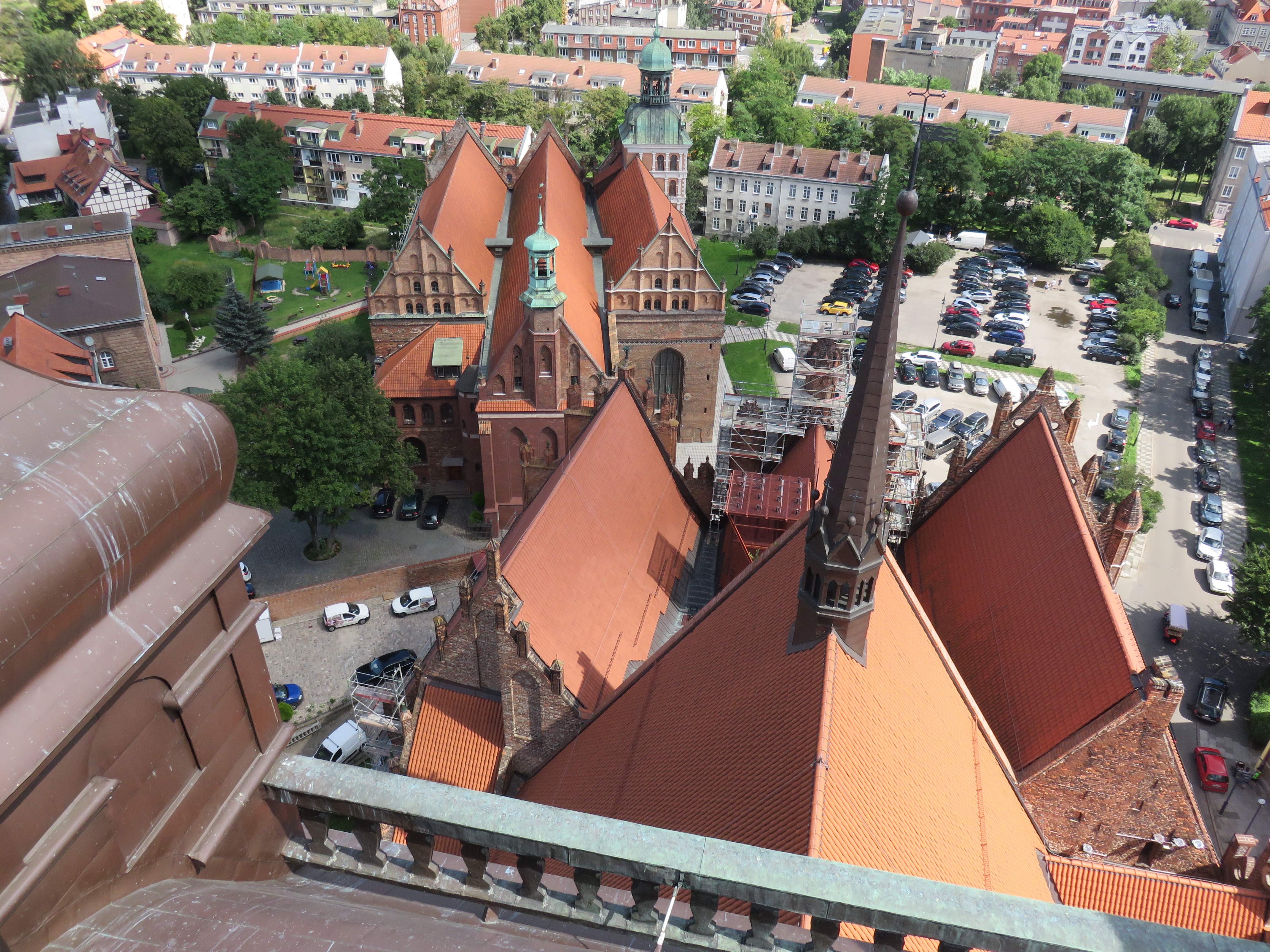
Blick vom Kirchturm: Die 16 Antennen der Pulsar-Uhr zwischen den hinteren Satteldächern der Kirche.

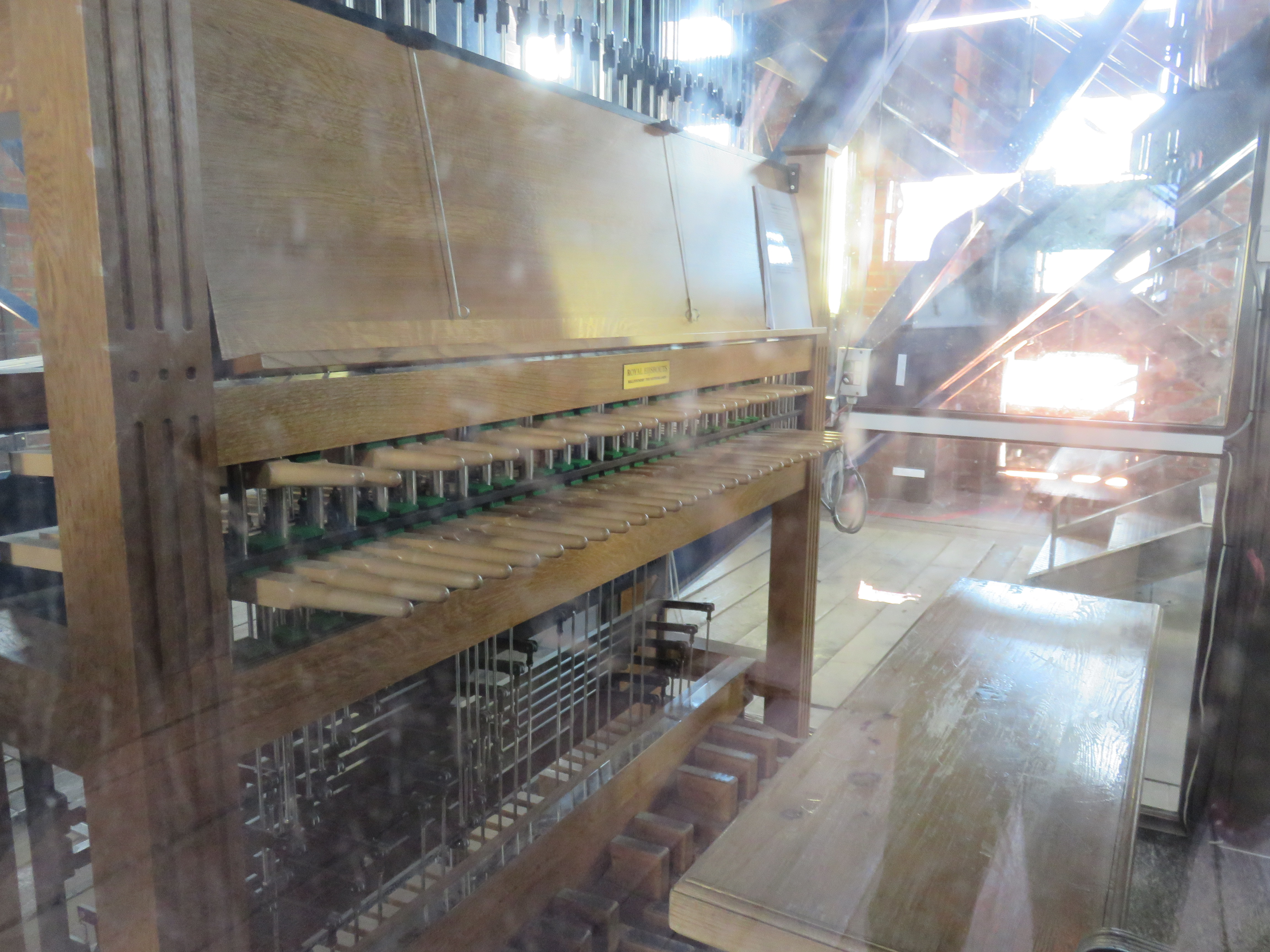
Spieltisch mit Stokkenklaviatur des Carillons
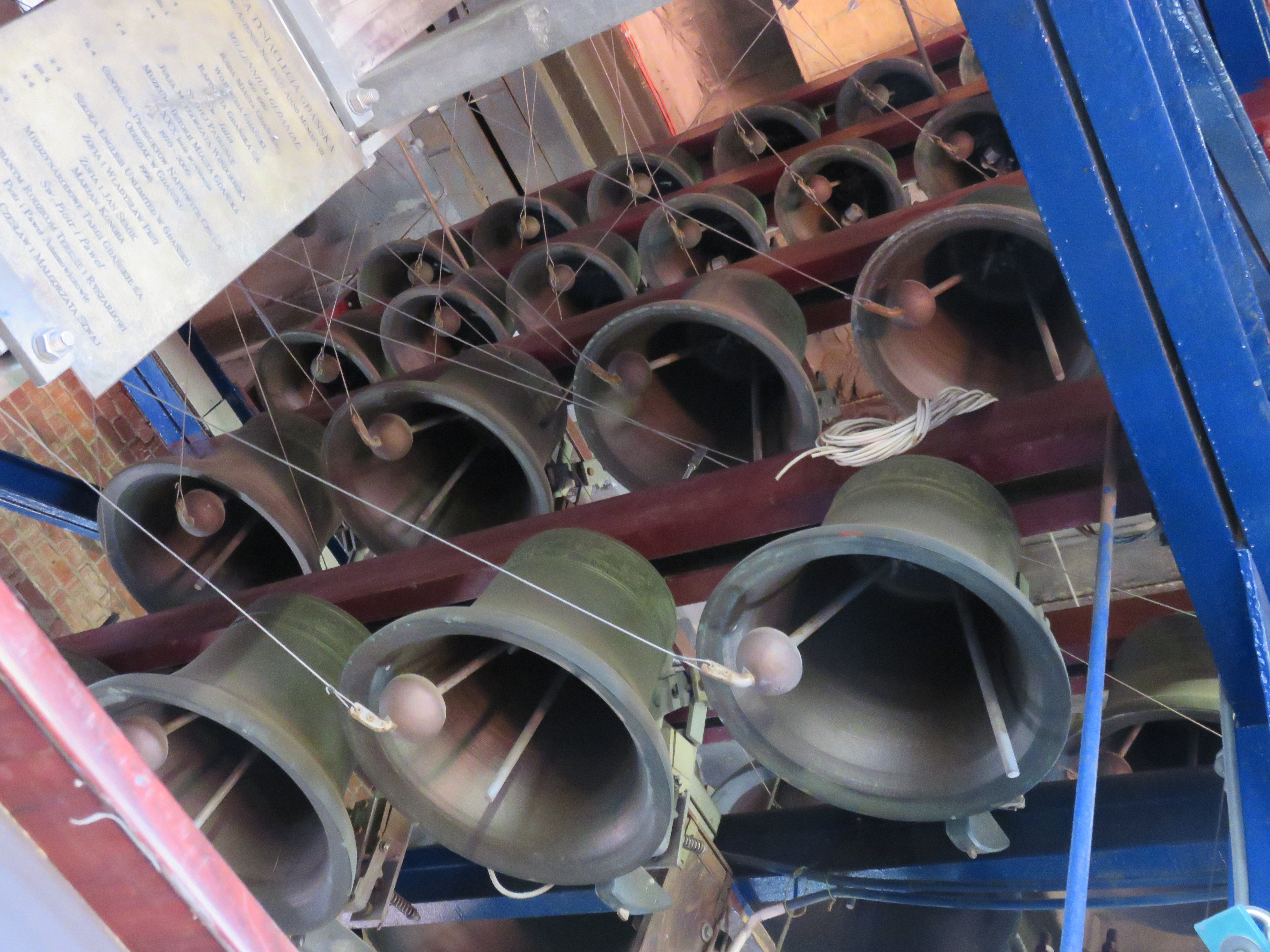
Glockenspiel